# Sukcinat-KoA ligaza (formira GDP)
Sukcinat-KoA ligaza (formira GDP) (EC 6.2.1.4, sukcinil-KoA sintetaza (formira GDP), sukcinil koenzim A sintetaza (formira guanozin difosfat), sukcinatna tiokinaza, sukcinska tiokinaza, sukcinil koenzim A sintetaza, enzim sukcinatne fosforilacija, P-enzim, SCS, G-STK, sukcinil koenzim A sintetaza (formira GDP), sukcinil KoA sintetaza, sukcinil koenzim A sintetaza) je enzim sa sistematskim imenom sukcinat:KoA ligaza (formira GDP). Ovaj enzim katalizuje sledeću hemijsku reakciju
GTP + sukcinat + KoA {\displaystyle \rightleftharpoons } GDP + fosfat + sukcinil-KoA
Itakonat može da zameni sukcinat.

## Spoljašnje veze
- Succinate---CoA+ligase+(GDP-forming) на 